# Хортиця (торгова марка)
«Хортиця» — українська лікеро-горілчана компанія, розташована у Запорізькій області України. Названа на честь острова Хортиця. Виготовляє різні напої, включаючи горілку під маркою «Хортиця», лікеро-горілчані вироби та слабоалкогольні напої. Входить до складу Global Spirits. Станом на 2013 рік, бренд продається у 87 країнах світу[джерело?].

## Історія
У 1998 році Євген Черняк заснував дистриб'юторську компанію в Україні.
2003 рік — перші пляшки з алкоголем були виготовлені в грудні 2003 року, рівно через рік після початку будівництва заводу.
2006 рік — ЛГЗ «Хортиця» починає дистрибуцію на ринку СНД. У першій половині 2006 року обсяг виробництва лікеро-горілчаного заводу «Хортиця» виріс на 148 % в порівнянні з попереднім періодом. У тому ж році компанія увійшла в список 10 провідних світових виробників горілки по рейтингу World Millionaires 'Club[джерело?].
2011 рік — представництво в США офіційно відкрилося у 2011 році, холдинг Global Spirits, в який входить бренд «Хортиця», почав продавати горілку до Сполучених Штатів Америки.
2014 рік — набираючи популярність в США, в Нью-Йорку ЛГЗ «Хортиця» був названий горілчаним виробником року[джерело?].
2015 рік — за даними британського видання Drinks International, бренд «Хортиця» увійшов до списку 3 найкращих виробників горілки у світі за обсягами продажів[джерело?].
2018 рік — в активі ЛВЗ «Хортиця» близько 278 золотих медалей і 120 срібних, що підтверджують якість продукції заводу.
2019 рік — за рік загальний обсяг проданої продукції бренду «Хортиця» у світі склав понад 176,4 мільйона пляшок[джерело?].

## Продукція
- «Хортиця Класична» — для її приготування використовується зерновий спирт, артезіанська вода[джерело?], а також спиртований настій вівсяних пластівців і цукровий сироп.
- «Хортиця Платинум» — передбачає споживання на статусних заходах і святах.
- «Хортиця Абсолютна» — вода додатково проходить шунгітову фільтрацію[джерело?].
- «Хортиця Срібна прохолода» Горілка для «легкого» застілля, невимушеного спілкування в компанії друзів.
- «Хортиця Absolute Energy» — з додаванням спирту м'яти перцевої та ментолу.
- «Хортиця ICE» — пляшка змінює колір з білого на синій і підказує ідеальну температуру вживання. До рецептури входять спирти м'яти перцевої та липового цвіту.
- «Хортиця Absolute Energy» — з додаванням шипшини та женьшеню. До складу входять інгредієнти які стимулюють фізичну діяльність організму[джерело?].
- «Хортиця PREMIUM» — горілка преміумкласу, відрізняється поліпшеною формулою.
- «Хортиця SILVER ICE»
- «Хортиця DE LUXE»

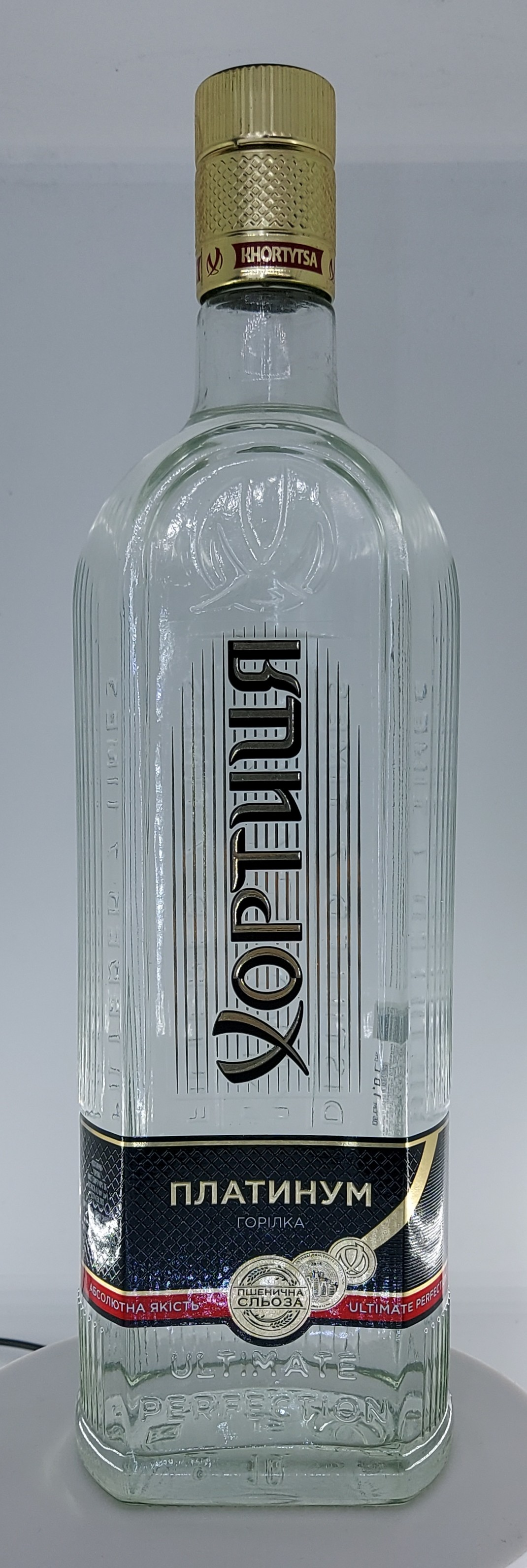
Хортиця «Платинум»
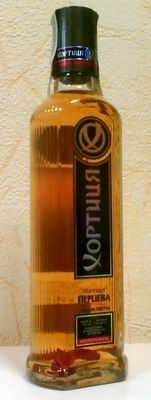
Хортиця «Перцева»
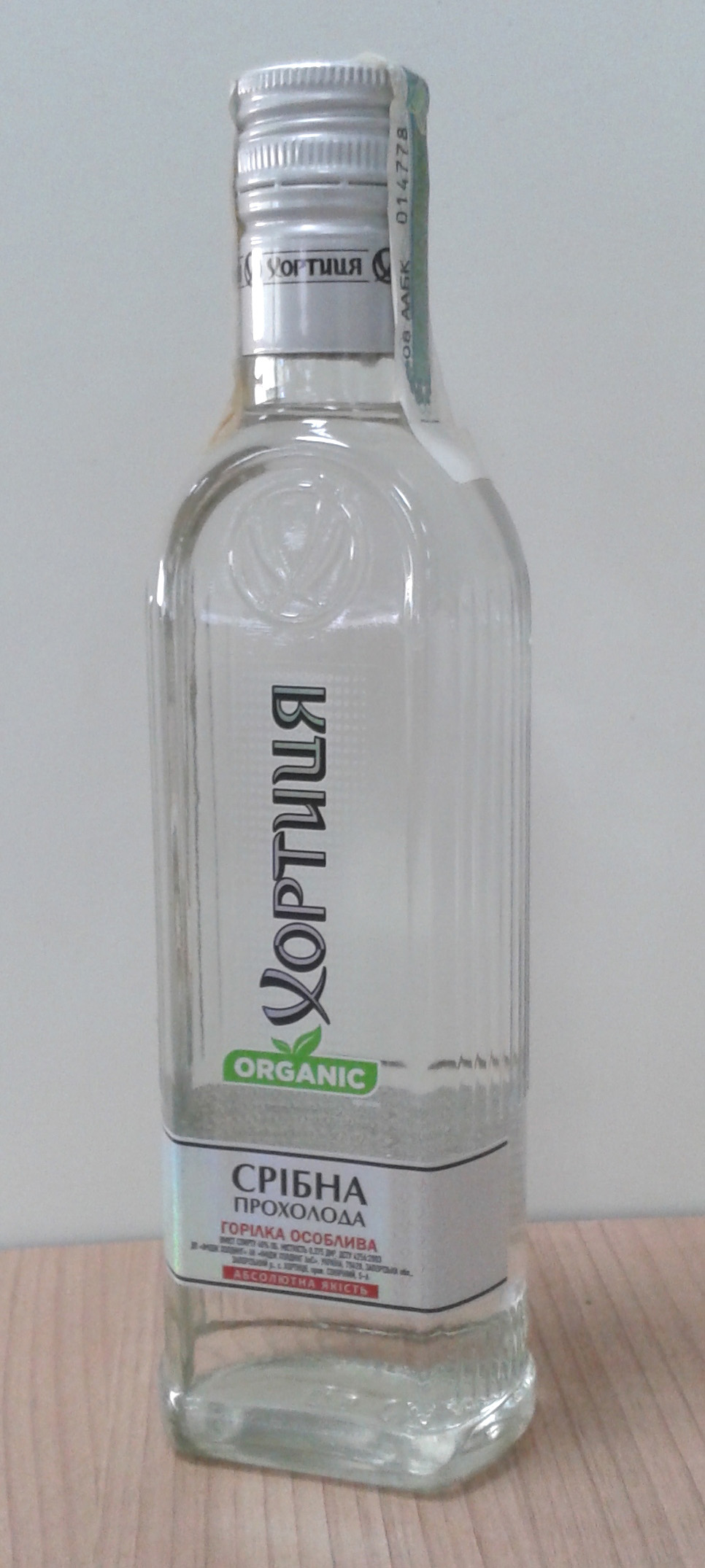
Хортиця «Срібна прохолода»
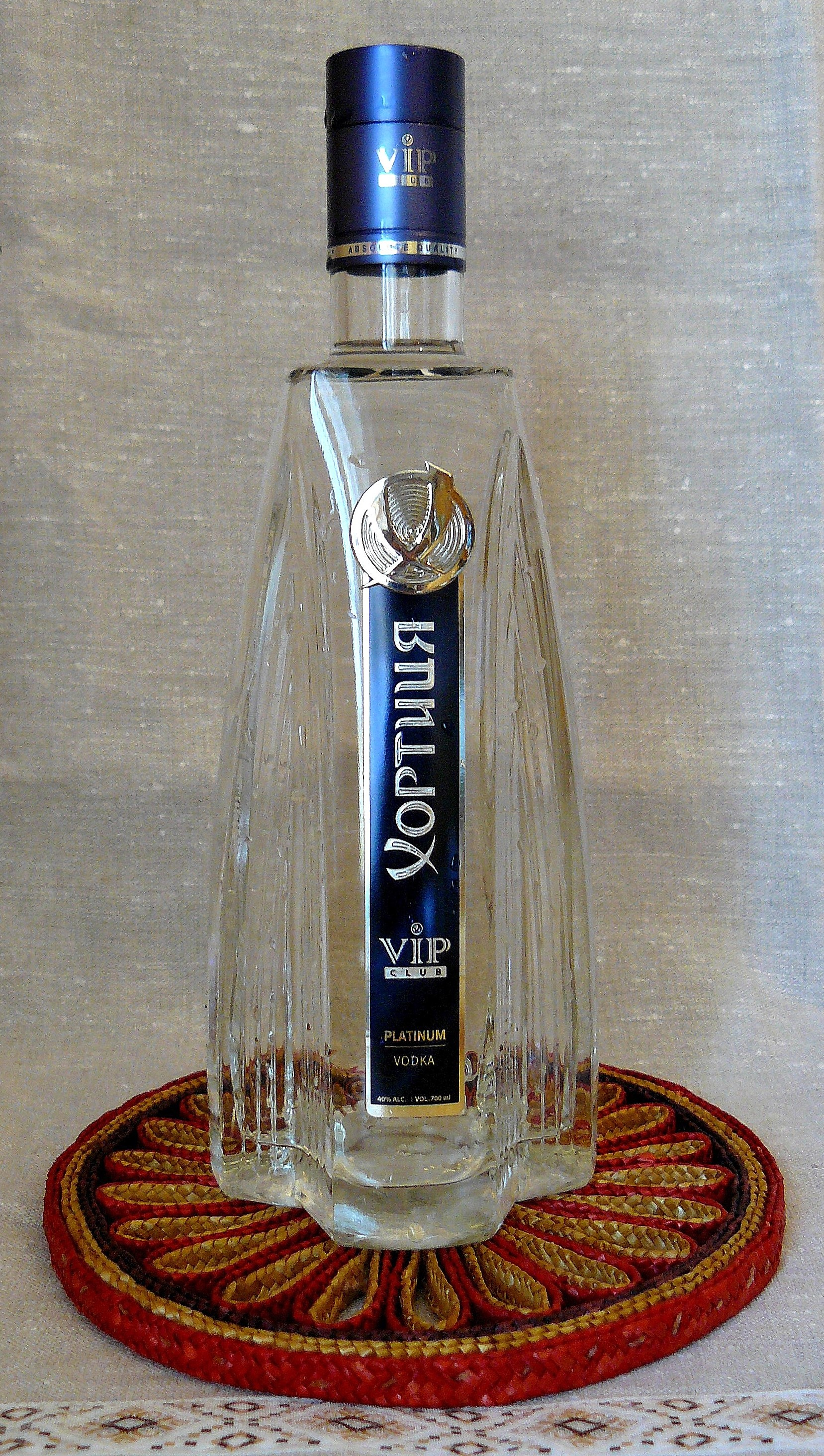
Хортиця VIP

## Нагороди

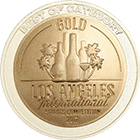
Нагорода на Los Angeles International Competition 2019

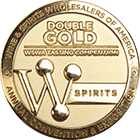
Подвійна золота нагорода WSWA Spirits Tasting Competition, Орландо, Флорида 2017 рік

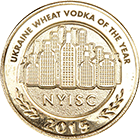
Нагорода в номінації «Краща українська пшенична горілка року» на NYISC 2015 рік

## Нагороди[1]
Горілка «Хортиця Платинум»
- 2008 — 4 бронзові Продекспо
- 2010 — Зірка Продекспо
- 2014 року — нагорода Ukraine Distillery of the Year
- 2016 — подвійна золота медаль (Denver International Spirits Competition)
- 2017 — нагорода Great Value (Всесвітній дегустаційний конкурс UNITED VODKA, Бельгія)
- 2017 — срібна медаль (Ultimate Spirits Challenge, Нью-Йорк)
- 2017 — золота медаль (WSWA Spirits Tasting Competition, Орландо, Флорида)
- 2017 — золота медаль (New York International Spirits Competition)
- 2017 — золота медаль (Los Angeles International Spirits Competition)
- 2017 — золота медаль (Denver International Spirits Competition)

Горілка «Хортиця Срібна прохолода»
- 2008 — 2 срібні медалі (Продекспо)
- 2009 — 2 срібні медалі (Продекспо)
- 2011 — золота медаль (Продекспо)
- 2011 — головний приз (Best Vodka, Москва)

Горілка «Хортиця Абсолютна»
- 2011 — Золота медаль в преміальному сегменті.
- 2011 — Зірка Продекспо

Горілка «Хортиця Класична»
- 2010 — 2 золоті медалі (Зірка Продекспо)

Горілка «Хортиця Преміум»
- 2009 — Золота медаль (Головний приз Продекспо)
- 2010 — Золота медаль в преміальному сегменті (Продекспо)
- 2011 — Срібна медаль (Продекспо)

Горілка «Хортиця De Lux»
- 2015 — срібна медаль (WSWA Spirits Tasting Competition, Орландо, Флорида)
- 2017 — золота медаль (Ultimate Spirits Challenge, Нью-Йорк)